# Pallenopsis kupei
Pallenopsis kupei is een zeespin uit de familie Pallenopsidae. De soort behoort tot het geslacht Pallenopsis. Pallenopsis kupei werd in 1971 voor het eerst wetenschappelijk beschreven door Clark. 